# Emile Vermeersch
Pour les articles homonymes, voir Vermeersch.
Emile Vermeersch, né à Bruges le 30 décembre 1880 et mort le 29 avril 1957 à Schaerbeek est un peintre belge,.

## Biographie
Emile Alphonse Louis Vermeersch fait des études d’art de 1896 à 1901 à Bruges, puis à l’Académie des Beaux-Arts de Bruxelles. Il vit ensuite à Saint-Gilles, où il épouse en 1905 Mathilde Roosenberg, puis à Laeken de 1912 à 1924. À Laeken, il peint notamment quatre panneaux pour l'hôtel de ville.

## Œuvres
Emile Vermeersch est également connu comme pastelliste et aquarelliste. Sa palette couvre les portraits et les paysages d'une note claire et lumineuse. Il expose pour la première fois au Salon de Bruxelles de 1907 deux portraits et une nature morte,,.
En 1910, grâce à sa toile L'Adoration des bergers, il obtient une mention honorable au Prix de Rome belge de peinture. Présent à l'exposition du collectif artistique Doe Stil Voort en 1912, il envoie sa Légende d'Orphée, inspirée du symboliste français Gustave Moreau. Au Salon de Bruxelles de 1914, il expose Parsifal et les filles-fleurs. 
Lorsqu'il expose au Cercle artistique en 1920, le critique de L'Étoile belge voit en lui un observateur et un coloriste : son Homme attablé a de la vérité, son Modèle de la fantaisie et de la hardiesse dans l'arrangement pittoresque, tandis que la Femme au paravent est une jolie aquarelle. En 1926, Emile Vermeersch peint Marie Abts confectionne le premier drapeau belge, un épisode la Révolution de 1830, conservé au Musée royal de l'Armée et d'Histoire militaire.